# Jung Bu-kyung
Jung Bu-kyung (Seul, 26 de maio de 1978) é um ex-judoca e ex-atleta de artes marciais mistas sul-coreano. Na carreira como judoca, ele conquistou duas medalhas de ouro em campeonatos asiáticos e uma medalha de prata nos Jogos Olímpicos de Verão de 2000, realizados em Sydney.

## Biografia
Jung Bu-kyung nasceu no dia 26 de maio de 1978, na cidade de Seul, Coreia do Sul.

## Carreira

### Jogos Olímpicos
Jung Bu-kyung debutou na categoria até 60 kg dos Jogos Olímpicos de 2000, em Sydney. Na ocasião, venceu Nestor Khergiani, da Geórgia, quando aplicou um yuko, um waza-ari e, finalmente, um ippon que encerrou o embate com três minutos e 24 segundos. Na fase seguinte, enfrentou o mongol Dorjpalamyn Narmandakh; Bu-kyung, havia conquistado dois yuko até aplicar um ippon aos quatro minutos e 16 segundos. Ele conseguiu uma vitória sobre o cazaque Bazarbek Donbay, novamente por ippon e, posteriormente, eliminou o uzbeque Alisher Mukhtarov. Neste último embate, Bu-kyung conquistou um yuko e manteve a vantagem até o término do tempo de cinco minutos; na decisão, contudo, ele foi facilmente derrotado pelo japonês Tadahiro Nomura, sofrendo um ippon com catorze segundos. Apesar da derrota, Bu-kyung conquistou a medalha de prata.

### Campeonatos Asiáticos
Em Campeonatos Asiáticos, Bu-kyung possuí duas medalhas, ambas de ouro. Em 1999, ele conquistou o título da categoria até 66 kg sobre o uzbeque Mukhtarov. Quatro anos depois, voltou ao pódio sendo campeão da categoria até 66 kg.

### Artes marciais mistas
Jung estreou nas artes marciais mistas (MMA) em 31 de dezembro de 2007 contra o lutador japonês Shinya Aoki, no evento Yarennoka!. Ele estava substituindo Gesias Cavalcante, do American Top Team, que se lesionou em um ligamento no joelho esquerdo enquanto treinava para lutar contra Aoki. Embora Jung tenha perdido por decisão unânime, ele provou ser um oponente digno em sua estréia nas artes marciais mistas. No ano seguinte, foi derrotado por Mitsuhiro Ishida e Daisuke Nakamura. Em 2009, voltou a ser derrotado, desta vez por Katsunori Kikuno.